# Carl Mirbt

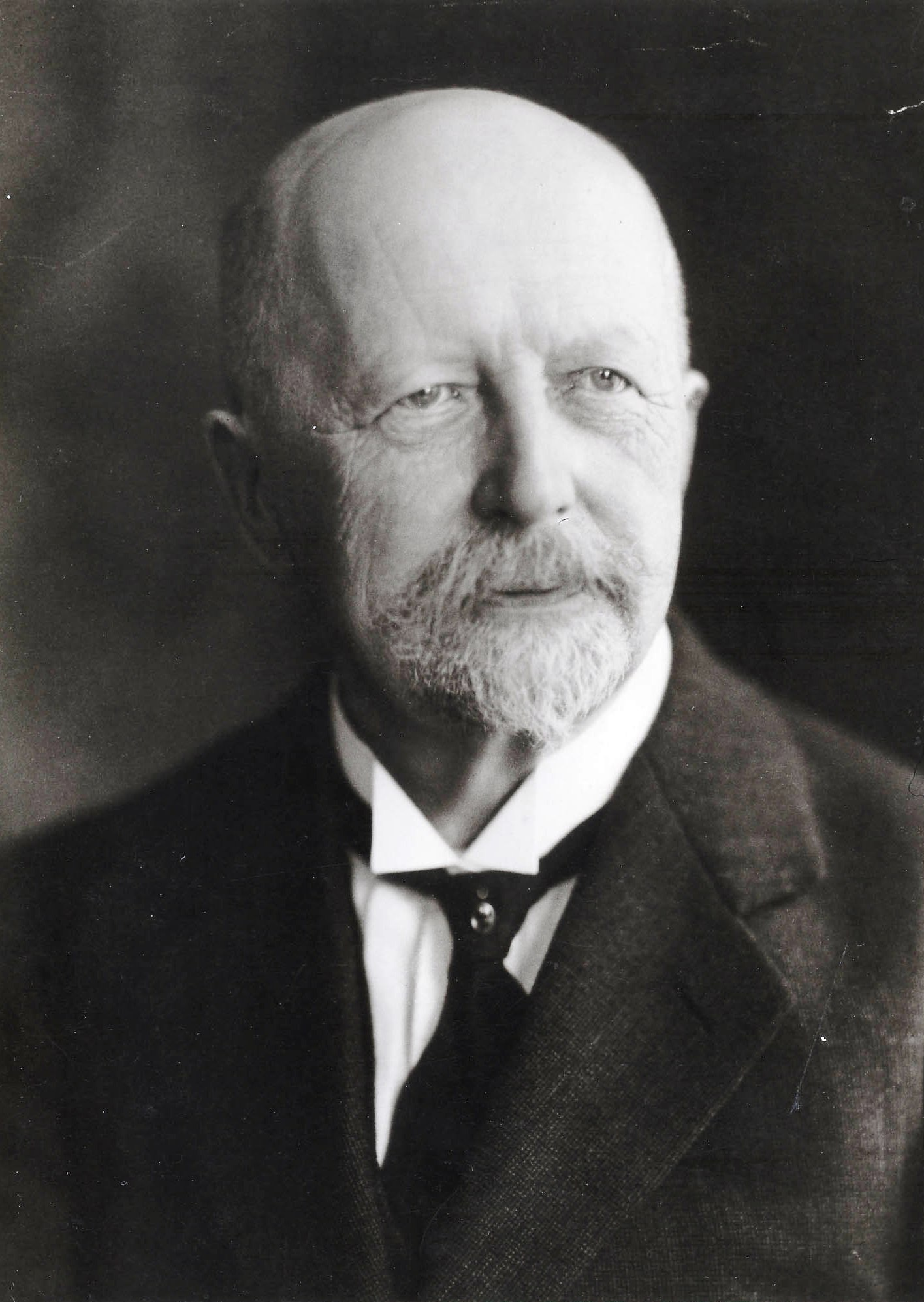
Carl Mirbt omkring 1925.

Carl Theodor Mirbt, född den 21 juli 1860 i Schlesien, död den 27 september 1929 i Göttingen, var en tysk evangelisk teolog.
Mirbt blev 1889 professor i kyrkohistoria i Marburg, 1909 Geheimer Konsistorialrat och 1912 professor i Göttingen. Han sågs som en av Tysklands mera betydande teologer på sin tid. Han utgav bland annat Publizistik im Zeitalter Gregors VII (1894), Quellen zur Geschichte des Papsttums und des römischen Katholizismus (1895; 3:e upplagan 1910), Der deutsche Protestantismus und die Heidenmission im 19. Jahrhundert (1896), Der Ultramontanismus im 19. Jahrhundert (3 upplagor 1903), Die katholisch-theologische Fakultet zu Marburg (1905), Die deutschevangelischen Diaspora im Auslande (1910) och Die Frau und die deutsche Kolonialmission (1912). Mirbt grundade Deutsche Gesellschaft für Missionswissenschaft 1918. Han invaldes som ledamot av Akademie der Wissenschaften zu Göttingen 1921.